# Beierolpium rossi
Beierolpium rossi är en spindeldjursart som först beskrevs av Beier 1967.  Beierolpium rossi ingår i släktet Beierolpium och familjen Olpiidae. Inga underarter finns listade.